# Tafel-vergelijking
De tafel-vergelijking is een begrip uit de elektrochemie en beschrijft het wiskundig verband tussen de overpotentiaal (E-Eeq) en de stroomdichtheid aan een elektrode bij een voldoende grote overpotentiaal. De tafel-vergelijking kan worden afgeleid uit de butler-volmer-vergelijking en is genoemd naar Julius Tafel, die de volgende samenhang reeds in 1905 empirisch bewees:
- Bij een gegeven stroomdichtheid is de elektrochemische overpotentiaal lager, naarmate de uitwisselingsstroomdichtheid aan de elektrode hoger is.

De uitwisselingsstroomdichtheid is onder andere afhankelijk van het gebruikte elektrodemateriaal en van een eventueel gebruikte katalysator. Daardoor is het belangrijk voor de verdere ontwikkeling van bijvoorbeeld brandstofcellen, elektrodematerialen en katalysatoren te vinden, die deze stroomdichtheid maximaliseren.
De tafel-vergelijking en het tafel-diagram spelen een ook grote rol in de bestudering van corrosieverschijnselen.

## Formule van de tafel-vergelijking
Voor een anodische elektrodereactie met voldoende grote overpotentiaal (E>>Eeq) geldt:
{\displaystyle E-E_{eq}={\frac {RT}{(1-\alpha )nF}}\cdot \ln {\frac {i}{i_{0}}}}
Hierin zijn:
E: de elektrodepotentiaal (V)
Eeq: de evenwichtspotentiaal van de elektrode (V)
R: de gasconstante (8,314 J mol−1 K−1)
T: de temperatuur (K)
α: een dimensieloze symmetriefactor (tussen 0 en 1 en in het 'ideale' geval gelijk aan 0,5)
n: het aantal elektronen in de elektrodereactie
F: de faraday-constante (96 485 C mol−1)
i: de stroomdichtheid (A m−2)
i0: de uitwisselingsstroomdichtheid (A m−2)
De tafel-vergelijking voor een kathodische reactie met voldoende grote overpotentiaal (E<<Eeq) is:
{\displaystyle E-E_{eq}=-{\frac {RT}{\alpha nF}}\cdot \ln {\frac {i}{i_{0}}}}
Beide vergelijkingen zijn een benadering. Bij een voldoende grote overpotentiaal wordt voor de anodische reactie de kathodische component van de teruggaande reactie verwaarloosd en vice versa.
Voor een reactie met i0 = 1 mA cm−2, α = 0,5 en T = 298 K is in geval van een overpotentiaal groter dan 0,2 V de fout in de stroomdichtheid bij deze benadering kleiner dan 0,1%.
De overpotentiaal mag niet te groot zijn. Een grotere overpotentiaal resulteert in een grotere stroomdichtheid: er reageren dan per seconde meer deeltjes aan het elektrode-oppervlak. Deze deeltjes moeten aangevoerd worden. Als de aanvoer van deeltjes, bijvoorbeeld uit de elektrolyt, een beperkende factor wordt, nadert de stroomdichtheid de grensstroomdichtheid en geldt de tafel-vergelijking niet meer.
Strikt genomen dient men een kathodische stroom van een negatief teken te voorzien. In bovenstaande vergelijkingen wordt zowel de anodische als kathodische stroomdichtheid als positief genoteerd.